# 129060 Huntskretsch
129060 Huntskretsch este o planetă minoră (asteroid), cu un diametru de 5,114 km, din centura de asteroizi. A fost descoperită pe 4 noiembrie 2004 la Catalina Station⁠(d) de Catalina Sky Survey. 
Obiectul prezintă o orbită caracterizată de o semiaxă mare de 3,0105545520294 UAi, o excentricitate de 0,15, o înclinație de 2,6 ° în raport cu ecliptica.